# 日本の寺院一覧
日本の寺院一覧（にほんのじいんいちらん）は、日本にある主要な仏教寺院の一覧である。
近世以前に成立した仏教各宗派の総本山・大本山級の寺院、日本の歴史、仏教史、文化史、美術史上重要な寺院、国宝などの重要な文化財を有する寺院、広く信仰を集め、日本の文化に重大な影響を与えた寺院などを取り上げている。
| 目次 | 目次 | 目次 | 目次 | 目次 | 目次 | 目次 | 目次 | 目次 | 目次 | 目次 |
| ---- | ---- | ---- | ---- | ---- | ---- | ---- | ---- | ---- | ---- | ---- |
| わ   | ら   | や   | ま   | は   |      | な   | た   | さ   | か   | あ   |
|      | り   |      | み   | ひ   |      | に   | ち   | し   | き   | い   |
| を   | る   | ゆ   | む   | ふ   |      | ぬ   | つ   | す   | く   | う   |
|      | れ   |      | め   | へ   |      | ね   | て   | せ   | け   | え   |
| ん   | ろ   | よ   | も   | ほ   |      | の   | と   | そ   | こ   | お   |

## あ
- 会津さざえ堂（あいづさざえどう）（福島県会津若松市）（円通三匝堂）
- 秋篠寺（あきしのでら）（奈良県奈良市）
- 浅間山観音堂（あさまやまかんのんどう）（群馬県嬬恋村）（東叡山寛永寺別院）（鬼押出し園内）
- 飛鳥寺（あすかでら）（奈良県明日香村）（安居院）
- 化野念仏寺（あだしのねんぶつじ）（京都市右京区）
- 穴太寺（あなおじ）（京都府亀岡市）
- 安倍文殊院（あべもんじゅいん）（奈良県桜井市）（文殊院）
- 安国寺（あんこくじ）（岐阜県高山市）
- 安楽寺（あんらくじ）（長野県上田市）
- 安楽寺（あんらくじ）（徳島県上板町）
- 安楽寺（あんらくじ）（高知県高知市）

## い
- 斑鳩寺（いかるがでら）（兵庫県太子町）
- 池上本門寺（いけがみほんもんじ）（東京都大田区）
- 石手寺（いしてじ）（愛媛県松山市）
- 石山寺（いしやまでら）（滋賀県大津市）
- 一乗院（いちじょういん）（長崎県雲仙市）
- 一乗寺（いちじょうじ）（兵庫県加西市）
- 一畑寺（いちばたじ）（島根県出雲市）（一畑薬師）
- 威徳寺（いとくじ）（新潟市西区）
- 弥谷寺（いやだにじ）（香川県三豊市）
- 伊予国分寺（いよこくぶんじ）（愛媛県今治市）

## う
- 牛久大仏（うしくだいぶつ）（茨城県牛久市）（東本願寺本廟）

## え
- 永観堂（えいかんどう）（京都市左京区）→ 禅林寺（ぜんりんじ）
- 永源寺（えいげんじ）（滋賀県東近江市）
- 榮山寺（えいざんじ）（奈良県五條市）
- 叡福寺（えいふくじ）（大阪府太子町）（上之太子）
- 永平寺（えいへいじ）（福井県永平寺町）
- 永保寺（えいほうじ）（岐阜県多治見市）
- 回向院（えこういん）（東京都墨田区）（両国回向院）
- 回向院（えこういん）（東京都荒川区）（南千住回向院）
- 恵日寺（えにちじ）（福島県磐梯町）
- 恵林寺（えりんじ）（山梨県甲州市）
- 円覚寺（えんがくじ）（神奈川県鎌倉市）（瑞鹿山円覚興聖禅寺）
- 圓教寺（えんぎょうじ）（兵庫県姫路市）（円教寺）
- 円成寺（えんじょうじ）（奈良県奈良市）
- 円通院（えんつういん）（宮城県松島町）（バラ寺）
- 圓通寺（えんつうじ）（京都市左京区）
- 圓通寺（えんつうじ）（栃木県益子町）
- 延暦寺（えんりゃくじ）（滋賀県大津市）

## お
- 黄梅院（おうばいいん）（京都市北区）
- 大須観音（おおすかんのん）（名古屋市中区）（宝生院）
- 大峯山寺（おおみねさんじ）（奈良県天川村）
- 大谷寺（おおやじ）（栃木県宇都宮市）
- 大山寺（おおやまでら）（神奈川県伊勢原市）（大山不動）
- 岡寺（おかでら）（奈良県明日香村）（龍蓋寺）
- 愛宕念仏寺（おたぎねんぶつじ）（京都市右京区）（千二百羅漢の寺）
- 帯解寺（おびとけでら）（奈良県奈良市）
- 園城寺（おんじょうじ）（滋賀県大津市）（三井寺）
- 温泉寺（おんせんじ）（兵庫県豊岡市）

## か
- 海住山寺（かいじゅうせんじ）（京都府木津川市）
- 甲斐善光寺（かいぜんこうじ）（山梨県甲府市）（新善光寺、甲州善光寺）
- 開善寺（かいぜんじ）（長野県飯田市）
- 海龍王寺（かいりゅうおうじ）（奈良県奈良市）（隅寺）
- 花岳寺（かがくじ）（兵庫県赤穂市）
- 鰐淵寺（がくえんじ）（島根県出雲市）
- 覚王山日泰寺 （かくおうざんにったいじ）（名古屋市千種区）
- 覚園寺（かくおんじ）（神奈川県鎌倉市）
- 鶴林寺（かくりんじ）（兵庫県加古川市）
- 勧修寺（かじゅうじ）（京都市山科区）
- 勝尾寺（かつおうじ）（大阪府箕面市）
- 蟹満寺（かにまんじ）（京都府木津川市）
- 神峯山寺（かぶさんじ）（大阪府高槻市）
- 上之太子（かみのたいし）（大阪府太子町）→ 叡福寺（えいふくじ）
- 伽耶院（がやいん）（兵庫県三木市）
- 川崎大師（かわさきだいし）（川崎市川崎区）→ 平間寺（へいけんじ）
- 川原寺（かわらでら）（奈良県明日香村）→ 弘福寺（ぐふくじ）
- 寛永寺（かんえいじ）（東京都台東区）
- 歓喜院（かんぎいん）（埼玉県熊谷市）
- 元興寺（がんごうじ）（奈良県奈良市）
- 観松院（かんしょういん）（長野県松川村）
- 願成就院（がんじょうじゅいん）（静岡県伊豆の国市）
- 観心寺（かんしんじ）（大阪府河内長野市）
- 観世音寺（かんぜおんじ）（福岡県太宰府市）
- 岩船寺（がんせんじ）（京都府木津川市）
- 願徳寺（がんとくじ）（京都市西京区）（宝菩提院）
- 神呪寺（かんのうじ）（兵庫県西宮市）（神咒寺、甲山大師）
- 観音寺（かんのんじ）（京都府京田辺市）（大御堂、大御堂観音寺）
- 観音正寺（かんのんしょうじ）（滋賀県近江八幡市）

## き
- 喜光寺（きこうじ）（奈良県奈良市）（菅原寺）
- 喜多院（きたいん）（埼玉県川越市）（川越大師）
- 吉田寺（きちでんじ）（奈良県斑鳩町）（ぽっくり寺）
- 木之本地蔵院（きのもとじぞういん）（滋賀県長浜市）（浄信寺）
- 紀三井寺（きみいでら）（和歌山県和歌山市）（金剛宝寺、護国院）
- 教王護国寺（きょうおうごこくじ）（京都市南区）→ 東寺（とうじ）
- 行願寺（ぎょうがんじ）（京都市中京区）（革堂）
- 清荒神清澄寺（きよしこうじんせいちょうじ）（兵庫県宝塚市）
- 清水寺（きよみずでら）（京都市東山区）
- 清水寺（きよみずでら）（岩手県花巻市）
- 清水寺（きよみずでら）（長野県山形村）
- 清水寺（きよみずでら）（兵庫県加東市）（播州清水寺）
- 清水寺（きよみずでら）（島根県安来市）
- 金閣寺（きんかくじ）（京都市右京区）→ 鹿苑寺（ろくおんじ）
- 銀閣寺（ぎんかくじ）（京都市左京区）→ 慈照寺（じしょうじ）
- 金峯山寺（きんぷせんじ）（奈良県吉野町）

## く
- 久遠寺（くおんじ）（山梨県身延町）
- 百済寺（くだらじ）（奈良県広陵町）
- 弘福寺（ぐふくじ）（奈良県明日香村）
- 鞍馬寺（くらまでら）（京都市左京区）

## け
- 桂春院（けいしゅんいん）（京都市右京区）
- 華厳寺（けごんじ）（岐阜県揖斐川町）
- 月照寺（げっしょうじ）（島根県松江市）
- 建長寺（けんちょうじ）（神奈川県鎌倉市）（巨福山建長興国禅寺）
- 建仁寺（けんにんじ）（京都市東山区）

## こ
- 光悦寺（こうえつじ）（京都市北区）
- 高円寺（こうえんじ）（東京都杉並区）
- 孝恩寺（こうおんじ）（大阪府貝塚市）
- 向嶽寺（こうがくじ）（山梨県甲州市）
- 向源寺（こうげんじ）（滋賀県長浜市）
- 高山寺（こうざんじ）（京都市右京区）
- 興山寺（こうざんじ）（和歌山県紀の川市）
- 功山寺（こうざんじ）（山口県下関市）
- 興正寺（こうしょうじ）（京都市下京区）
- 興正寺（こうしょうじ）（名古屋市昭和区）（八事観音、尾張高野）
- 興禅寺（こうぜんじ）（兵庫県丹波市）
- 光前寺（こうぜんじ）（長野県駒ケ根市）
- 高台寺（こうだいじ）（京都市東山区）（高台寿聖禅寺）
- 高桐院（こうとういん）（京都市北区）
- 高徳院（こうとくいん）（神奈川県鎌倉市）（大異山高徳院清浄泉寺）（本尊 鎌倉大仏）
- 興福寺（こうふくじ）（奈良県奈良市）
- 光明寺（こうみょうじ）（京都府綾部市）
- 光明寺（こうみょうじ）（兵庫県加東市）
- 光明寺（こうみょうじ）（神奈川県鎌倉市）
- 光明寺（こうみょうじ）（京都府長岡京市）
- 広隆寺（こうりゅうじ）（京都市右京区）
- 粉河寺（こかわでら）（和歌山県紀の川市）
- 護国寺（ごこくじ）（東京都文京区）
- 孤篷庵（こほうあん）（京都市北区）
- 金戒光明寺（こんかいこうみょうじ）（京都市左京区）
- 金剛三昧院（こんごうざんまいいん）（和歌山県高野町）
- 金剛寺（こんごうじ）（大阪府河内長野市）
- 金剛證寺（こんごうしょうじ）（三重県伊勢市）
- 金剛福寺（こんごうふくじ）（高知県土佐清水市）
- 金剛峯寺（こんごうぶじ）（和歌山県高野町）
- 金剛輪寺（こんごうりんじ）（滋賀県愛荘町）
- 金地院（こんちいん）（京都市左京区）
- 金林寺（こんりんじ）（高知県馬路村）
- 金蓮寺（こんれんじ）（愛知県西尾市）

## さ
- 西岸寺（さいがんじ）（京都市伏見区）
- 西教寺（さいきょうじ）（滋賀県大津市）
- 西光寺（さいこうじ）（長野県長野市）
- 西光寺（さいこうじ） （福岡市早良区）
- 最上稲荷（さいじょういなり）（岡山市北区）
- 最乗寺（さいじょうじ）（神奈川県南足柄市）
- 最勝院（さいしょういん）（青森県弘前市）
- 西大寺（さいだいじ）（奈良県奈良市）
- 西福寺（さいふくじ）（福井県敦賀市）
- 西芳寺（さいほうじ）（京都市西京区）（苔寺）
- 西明寺（さいみょうじ）（滋賀県甲良町）
- 西明寺（さいみょうじ）（栃木県益子町）
- 三十三間堂（さんじゅうさんげんどう）（京都市東山区）（蓮華王院本堂）
- 三千院（さんぜんいん）（京都市左京区）
- 三仏寺（さんぶつじ）（鳥取県三朝町）
- 三宝院（さんぼういん）（京都市伏見区）
- 三宝寺（さんぽうじ）（熊本県宇城市）

## し
- 慈恩寺（じおんじ）（山形県寒河江市）
- 慈眼院（じげんいん）（大阪府泉佐野市）
- 慈光院（じこういん）（奈良県大和郡山市）
- 慈照寺（じしょうじ）（京都市左京区）（銀閣寺）
- 地蔵院（じぞういん）（栃木県益子町）
- 実相院（じっそういん）（京都市左京区）
- 四天王寺（してんのうじ）（大阪市天王寺区）
- 柴又帝釈天（しばまたたいしゃくてん）（東京都葛飾区）（帝釈天 題経寺）
- 下之太子（しものたいし）（大阪府八尾市）→ 大聖勝軍寺（たいせいしょうぐんじ）
- 寂光院（じゃっこういん）（京都市左京区）
- 酬恩庵（しゅうおんあん）（京都府京田辺市）（一休寺）
- 十輪院（じゅうりんいん）（奈良県奈良市）
- 修禅寺（しゅぜんじ）（静岡県伊豆市）
- 鷲山寺（じゅせんじ）（千葉県茂原市）
- 守徳寺（しゅとくじ）（茨城県つくば市）
- 寿福寺（じゅふくじ）（神奈川県鎌倉市）
- 聖護院（しょうごいん）（京都市左京区）
- 勝興寺（しょうこうじ）（富山県高岡市）
- 相国寺（しょうこくじ）（京都市上京区）
- 聖衆来迎寺（しょうじゅらいごうじ）（滋賀県大津市）
- 清浄華院（しょうじょうけいん）（京都市上京区）
- 清浄光寺（しょうじょうこうじ）（神奈川県藤沢市）
- 勝常寺（しょうじょうじ）（福島県湯川村）
- 定勝寺（じょうしょうじ）（長野県大桑村）
- 浄信寺（じょうしんじ）（滋賀県長浜市）→ 木之本地蔵院（きのもとじぞういん）
- 浄智寺（じょうちじ）（神奈川県鎌倉市）
- 承天寺（じょうてんじ）（福岡市博多区）
- 浄土寺（じょうどじ）（神奈川県横須賀市）
- 浄土寺（じょうどじ）（兵庫県小野市）
- 正福寺（しょうふくじ）（東京都東村山市）
- 聖福寺（しょうふくじ）（福岡市博多区）
- 正法寺（しょうぼうじ）（岩手県奥州市）
- 上品蓮台寺（じょうぼんれんだいじ）（京都市北区）
- 称名寺（しょうみょうじ）（横浜市金沢区）
- 浄妙寺（じょうみょうじ）（神奈川県鎌倉市）
- 常楽寺（じょうらくじ）（滋賀県湖南市）
- 聖林寺（しょうりんじ）（奈良県桜井市）
- 浄瑠璃寺（じょうるりじ）（京都府木津川市）
- 青蓮院（しょうれんいん）（京都市東山区）
- 青蓮寺（しょうれんじ）（神奈川県鎌倉市）
- 丈六寺（じょうろくじ）（徳島県徳島市）
- 白水阿弥陀堂（しらみずあみだどう）（福島県いわき市）（願成寺）
- 神護寺（じんごじ）（京都市右京区）
- 真宗本廟（しんしゅうほんびょう）（京都市下京区）→ 東本願寺（ひがしほんがんじ）
- 真正極楽寺（しんしょうごくらくじ）（京都市左京区）（真如堂）
- 新勝寺（しんしょうじ）（千葉県成田市）→ 成田山新勝寺（なりたさんしんしょうじ）
- 深大寺（じんだいじ）（東京都調布市）
- 真澄寺（しんちょうじ）（東京都立川市）
- 新薬師寺（しんやくしじ）（奈良県奈良市）

## す
- 瑞巌寺（ずいがんじ）（宮城県松島町）（瑞巌円福禅寺）
- 随願寺（ずいがんじ）（兵庫県姫路市）
- 随心院（ずいしんいん）（京都市山科区）
- 瑞泉寺（ずいせんじ）（神奈川県鎌倉市）
- 瑞峯院（ずいほういん）（京都市北区）
- 瑞龍寺（ずいりゅうじ）（富山県高岡市）
- 須磨寺（すまでら）（神戸市須磨区）（福祥寺）

## せ
- 清巌寺（せいがんじ）（栃木県宇都宮市）
- 青岸渡寺（せいがんとじ）（和歌山県那智勝浦町）
- 清見寺（せいけんじ）（静岡市清水区）
- 清白寺（せいはくじ）（山梨県山梨市）
- 清龍寺（せいりゅうじ）（新潟県十日町市）
- 清凉寺（せいりょうじ）（京都市右京区）
- 施福寺（せふくじ）（大阪府和泉市）
- 泉岳寺（せんがくじ）（東京都港区）
- 千光寺（せんこうじ）（奈良県平群町）
- 善光寺（ぜんこうじ）（長野県長野市）
- 善光寺（ぜんこうじ）（山梨県甲府市）→ 甲斐善光寺（かいぜんこうじ）
- 千手院（せんじゅいん）（島根県松江市）
- 専修寺（せんじゅじ）（三重県津市）（本山専修寺）
- 専修寺（せんじゅじ）（栃木県真岡市）（本寺専修寺）
- 善照寺（ぜんしょうじ）（新潟県刈羽村）
- 善水寺（ぜんすいじ）（滋賀県湖南市）
- 浅草寺（せんそうじ）（東京都台東区）（浅草観音）
- 善通寺（ぜんつうじ）（香川県善通寺市）
- 善導寺（ぜんどうじ）（福岡県久留米市）
- 泉涌寺（せんにゅうじ）（京都市東山区）
- 善福院（ぜんぷくいん）（和歌山県海南市）
- 禅瀧寺（ぜんりゅうじ）（兵庫県加東市）
- 禅林寺（ぜんりんじ）（京都市左京区）（永観堂）

## そ
- 總持寺（そうじじ）（東京都足立区）（西新井大師）
- 總持寺（そうじじ）（横浜市鶴見区）
- 総持寺（そうじじ）（大阪府茨木市）
- 総持寺（そうじじ）（和歌山県和歌山市）
- 總持寺祖院（そうじじそいん）（石川県輪島市）
- 惣宗寺（そうしゅうじ）（栃木県佐野市）（佐野厄除け大師）
- 増上寺（ぞうじょうじ）（東京都港区）
- 増善寺（ぞうぜんじ）（静岡市葵区）
- 崇福寺（そうふくじ）（長崎県長崎市）
- 尊永寺（そんえいじ）（静岡県袋井市）→ 法多山尊永寺（はったさんそんえいじ）

## た
- 大安寺（だいあんじ）（奈良県奈良市）
- 大雲寺（だいうんじ）（京都市左京区）
- 大雄寺（だいおうじ）（栃木県大田原市）
- 大覚寺（だいかくじ）（京都市右京区）
- 泰岳寺（たいがくじ）（愛知県春日井市）
- 退耕庵（たいこうあん）（京都市東山区）
- 大國寺（だいこくじ）（兵庫県丹波篠山市）
- 醍醐寺（だいごじ）（京都市伏見区）
- 太山寺（たいさんじ）（神戸市西区）
- 大慈寺（だいじじ）（栃木県栃木市）
- 大樹寺（だいじゅじ）（愛知県岡崎市）
- 大照院（だいしょういん）（山口県萩市）
- 大聖観音寺（たいしょうかんのんじ）（大阪市住吉区）
- 大聖寺（だいしょうじ）（岡山県美作市）
- 大聖寺（だいしょうじ）（愛知県犬山市）→ 成田山名古屋別院大聖寺（なりたさんなごやべついんだいしょうじ）
- 大乗寺（だいじょうじ）（石川県金沢市）
- 大聖勝軍寺（だいせいしょうぐんじ）（大阪府八尾市）（下之太子）
- 大石寺（たいせきじ）（静岡県富士宮市）
- 大仙院（だいせんいん）（京都市北区）
- 大山寺（だいせんじ）（鳥取県大山町）
- 大泉寺（だいせんじ）（愛知県犬山市）
- 大善寺（だいぜんじ）（山梨県甲州市）
- 退蔵院（たいぞういん）（京都市右京区）
- 大中寺（だいちゅうじ）（栃木県栃木市）
- 大通寺（だいつうじ）（滋賀県長浜市）（真宗大谷派長浜別院大通寺、長浜別院、長浜御坊）
- 大徳寺（だいとくじ）（京都市北区）
- 大日坊（だいにちぼう）（山形県鶴岡市）
- 大念仏寺（だいねんぶつじ）（大阪市平野区）
- 大福田寺（だいふくでんじ）（三重県桑名市）
- 太平寺（たいへいじ）（愛知県豊橋市）
- 泰平寺（たいへいじ）（鹿児島県薩摩川内市）
- 大報恩寺（だいほうおんじ）（京都市上京区）（千本釈迦堂）
- 大法寺（だいほうじ）（長野県青木村）
- 當麻寺（たいまでら）（奈良県葛城市）
- 大明寺（だいみょうじ）（兵庫県朝来市）
- 大猷院（たいゆういん）（栃木県日光市）（大猷院霊廟）→ 輪王寺（りんのうじ）
- 太融寺（たいゆうじ）（大阪市北区）
- 大龍寺（たいりゅうじ）（神戸市中央区）（中風除けの寺）
- 大龍寺（だいりゅうじ）（福島県会津若松市）
- 大蓮寺（だいれんじ）（石川県金沢市）
- 高尾山薬王院（たかおさんやくおういん）（東京都八王子市）（高尾山薬王院有喜寺）
- 滝山寺（たきさんじ）（愛知県岡崎市）
- 橘寺（たちばなでら）（奈良県明日香村）（仏頭山上宮皇院菩提寺）
- 達谷窟毘沙門堂（たっこくのいわやびしゃもんどう）（岩手県平泉町）（達谷西光寺）→ 達谷窟（たっこくのいわや）
- 達磨寺（だるまじ）（奈良県王寺町）
- 誕生寺（たんじょうじ）（千葉県鴨川市）

## ち
- 知恩院（ちおんいん）（京都市東山区）（知恩教院大谷寺）
- 知恩寺（ちおんじ）（京都市左京区）（百萬遍知恩寺）
- 智恩寺（ちおんじ）（京都府宮津市）（切戸の文殊、九世戸の文殊、知恵の文殊）
- 竹林寺（ちくりんじ）（高知県高知市）
- 智積院（ちしゃくいん）（京都市東山区）
- 中宮寺（ちゅうぐうじ）（奈良県斑鳩町）
- 中禅寺（ちゅうぜんじ）（栃木県日光市）（立木観音）
- 中尊寺（ちゅうそんじ）（岩手県平泉町）
- 長岳寺（ちょうがくじ）（奈良県天理市）（釜口大師）
- 長弓寺（ちょうきゅうじ）（奈良県生駒市）
- 長久寺（ちょうきゅうじ）（滋賀県彦根市）
- 長慶寺（ちょうけいじ）（大阪府泉南市）（アジサイ寺）
- 長源院（ちょうげんいん）（静岡市葵区）
- 朝光寺（ちょうこうじ）（兵庫県加東市）
- 長光寺（ちょうこうじ）（滋賀県近江八幡市）（ハナノキ寺）
- 朝護孫子寺（ちょうごそんしじ）（奈良県平群町）
- 長寿寺（ちょうじゅじ）（滋賀県湖南市）
- 長勝寺（ちょうしょうじ）（茨城県潮来市）
- 長勝寺（ちょうしょうじ）（青森県弘前市）
- 長保寺（ちょうほうじ）（和歌山県海南市）
- 頂法寺（ちょうぼうじ）（京都市中京区）（六角堂）
- 長命寺（ちょうめいじ）（滋賀県近江八幡市）

## つ
- 築地本願寺（つきじほんがんじ）（東京都中央区）（浄土真宗本願寺派築地本願寺）

## て
- 貞昌院（ていしょういん）（横浜市港南区）
- 徹心寺（てっしんじ）（兵庫県神河町）
- 天授庵（てんじゅあん）（京都市左京区）
- 伝通院（でんづういん）（東京都文京区）（伝通院寿経寺、小石川伝通院）
- 天龍寺（てんりゅうじ）（京都市右京区）（天龍資聖禅寺）

## と
- 童学寺（どうがくじ）（徳島県石井町）
- 東慶寺（とうけいじ）（神奈川県鎌倉市）（東慶総持禅寺）
- 東光寺（とうこうじ）（山口県萩市）
- 東郷寺（とうごうじ）（東京都府中市）
- 東寺（とうじ）（京都市南区）（教王護国寺）
- 等持院（とうじいん）（京都市右京区）
- 道樹寺（どうじゅじ）（岐阜県美濃市）
- 道成寺（どうじょうじ）（和歌山県日高川町）
- 唐招提寺（とうしょうだいじ）（奈良県奈良市）
- 東大寺（とうだいじ）（奈良県奈良市）（金光明四天王護国之寺）（本尊 奈良大仏）
- 東長寺（とうちょうじ）（福岡市博多区）（東長密寺）
- 東福寺（とうふくじ）（京都市東山区）
- 塔福寺（とうふくじ）（熊本県宇城市）
- 道明寺（どうみょうじ）（大阪府藤井寺市）
- 土佐国分寺（とさこくぶんじ）（高知県南国市）
- 豊川稲荷（とよかわいなり）（愛知県豊川市）（妙厳寺）

## な
- 中之太子（なかのたいし）（大阪府羽曳野市）→ 野中寺（やちゅうじ）
- 長浜別院（ながはまべついん）（滋賀県長浜市）（真宗大谷派長浜別院大通寺、大通寺、長浜御坊）
- 中山寺（なかやまでら）（兵庫県宝塚市）
- 那谷寺（なたでら）（石川県小松市）
- 成相寺（なりあいじ）（京都府宮津市）
- 成田山新勝寺（なりたさんしんしょうじ）（千葉県成田市）（新勝寺、成田不動）
- 成田山名古屋別院大聖寺（なりたさんなごやべついんだいしょうじ）（愛知県犬山市）（犬山成田山）
- 南宗寺（なんしゅうじ）（堺市堺区）
- 南禅院（なんぜんいん）（京都市左京区）
- 南禅寺（なんぜんじ）（京都市左京区）（太平興国南禅禅寺）

## に
- 西新井大師（にしあらいだいし）（東京都足立区）→ 總持寺（そうじじ）
- 西本願寺（にしほんがんじ）（京都市下京区）（龍谷山本願寺）
- 西山興隆寺（にしやまこうりゅうじ）（愛媛県西条市）
- 日泰寺（にったいじ）（名古屋市千種区）→ 覚王山日泰寺 （かくおうざんにったいじ）
- 如意寺（にょいじ）（神戸市西区）
- 如意輪寺（にょいりんじ）（奈良県吉野町）
- 如意輪寺（にょいりんじ）（千葉県茂原市）
- 仁和寺（にんなじ）（京都市右京区）

## ね
- 根来寺（ねごろじ）（和歌山県岩出市）

## の
- 能福寺（のうふくじ）（神戸市兵庫区）

## は
- 梅林寺 （ばいりんじ）（大阪府茨木市）
- 羽賀寺（はがじ）（福井県小浜市）
- 長谷観音（はせかんのん）（茨城県古河市）（長谷寺）
- 長谷寺（はせでら）（奈良県桜井市）
- 長谷寺（はせでら）（神奈川県鎌倉市）（長谷観音）
- 初馬寺（はつうまでら）（三重県津市）→ 蓮光院初馬寺（れんこういんはつうまでら）
- 法多山尊永寺（はったさんそんえいじ）（静岡県袋井市）
- 萬松寺（ばんしょうじ）（名古屋市中区）
- 鑁阿寺（ばんなじ）（栃木県足利市）
- 般若寺（はんにゃじ）（奈良県奈良市）（コスモス寺）

## ひ
- 東本願寺（ひがしほんがんじ）（京都市下京区）（真宗本廟）
- 東本願寺（ひがしほんがんじ）（東京都台東区）（浄土真宗東本願寺派本山東本願寺、浅草本願寺）
- 毘沙門堂（びしゃもんどう）（京都市山科区）（護法山安国院出雲寺、山科毘沙門堂）
- 飛騨国分寺（ひだこくぶんじ）（岐阜県高山市）
- 日向薬師（ひなたやくし）（神奈川県伊勢原市）（宝城坊）
- 白毫寺（びゃくごうじ）（奈良県奈良市）（名古屋市中区）
- 百済寺（ひゃくさいじ）（滋賀県東近江市）
- 平等院（びょうどういん）（京都府宇治市）

## ふ
- 富貴寺（ふきじ）（大分県豊後高田市）
- 富貴寺（ふきじ）（奈良県川西町）
- 福祥寺（ふくしょうじ）（神戸市須磨区）→ 須磨寺（すまでら）
- 福禅寺（ふくぜんじ）（広島県福山市）
- 普光寺（ふこうじ）（横浜市泉区）
- 普済寺（ふさいじ）（東京都立川市）
- 葛井寺（ふじいでら）（大阪府藤井寺市）
- 不退寺（ふたいじ）（奈良県奈良市）（不退転法輪寺）
- 補陀洛山寺（ふだらくさんじ）（和歌山県那智勝浦町）
- 佛光寺（ぶっこうじ）（京都市下京区）
- 仏隆寺（ぶつりゅうじ）（奈良県宇陀市）
- 不動院（ふどういん）（広島市東区）
- 不動院（ふどういん）（大阪府豊中市）
- 普門寺（ふもんじ）（大阪府高槻市）
- 豊楽寺（ぶらくじ）（高知県大豊町）（柴折薬師）
- 芬陀院（ふんだいん）（京都市東山区）（雪舟寺）

## へ
- 平間寺（へいけんじ）（川崎市川崎区）（川崎大師）

## ほ
- 法界寺（ほうかいじ）（京都市伏見区）（日野薬師、乳薬師）
- 法観寺（ほうかんじ）（京都市東山区）（八坂の塔）
- 法起寺（ほうきじ）（奈良県斑鳩町）
- 法源寺（ほうげんじ）（北海道松前町）
- 放光寺（ほうこうじ）（山梨県甲州市）
- 放光寺（ほうこうじ）（長野県松本市）
- 方広寺（ほうこうじ）（京都市東山区）（大仏殿）
- 方広寺（ほうこうじ）（浜松市北区）（奥山半僧坊）
- 報国寺（ほうこくじ）（神奈川県鎌倉市）（竹寺）
- 宝厳院（ほうごんいん）（京都市右京区）
- 法金剛院（ほうこんごういん）（京都市右京区）
- 宝厳寺（ほうごんじ）（滋賀県長浜市）（竹生島観音）
- 宝山寺（ほうざんじ）（奈良県生駒市）（生駒聖天）
- 法住寺（ほうじゅうじ）（京都市東山区）
- 宝生院（ほうしょういん）（名古屋市中区）→ 大須観音（おおすかんのん）
- 宝泉院（ほうせんいん）（京都市左京区）
- 法善寺（ほうぜんじ）（山梨県南アルプス市）（加賀美山法善護国寺）
- 宝蔵寺（ほうぞうじ）（山形県大江町）
- 法然院（ほうねんいん）（京都市左京区）（本山獅子谷法然院）
- 法隆寺（ほうりゅうじ）（奈良県斑鳩町）
- 宝林寺（ほうりんじ）（群馬県千代田町）
- 法輪寺（ほうりんじ）（奈良県斑鳩町）（三井寺、法林寺、法琳寺）
- 法華経寺（ほけきょうじ）（千葉県市川市）（中山法華経寺）
- 法華寺（ほっけじ）（奈良県奈良市）
- 最御崎寺（ほつみさきじ）（高知県室戸市）
- 本願寺（ほんがんじ）（京都市下京区）→ 西本願寺（にしほんがんじ）
- 本願寺（ほんがんじ）（京都市下京区）→ 東本願寺（ひがしほんがんじ）
- 本願寺（ほんがんじ）（京都市山科区）（本願寺本山本願寺）
- 本願寺（ほんがんじ）（京都市右京区）（嵯峨本願寺）
- 本願寺（ほんがんじ）（東京都中央区）→ 築地本願寺（つきじほんがんじ）
- 本行院（ほんぎょういん）（埼玉県川越市）（川越不動）
- 本興寺（ほんこうじ）（兵庫県尼崎市）
- 本圀寺（ほんこくじ）（京都市山科区）
- 本山寺（ほんざんじ）（大阪府高槻市）
- 本成寺（ほんじょうじ）（新潟県三条市）
- 本禅寺（ほんぜんじ）（京都市上京区）
- 本能寺（ほんのうじ）（京都市中京区）
- 本遠寺（ほんのんじ）（山梨県南身延町）
- 本法寺（ほんぽうじ）（京都市上京区）
- 本妙寺（ほんみょうじ）（熊本市西区）

## ま
- 松尾寺（まつおでら）（奈良県大和郡山市）
- 松尾寺（まつのおでら）（京都府舞鶴市）
- 満願寺（まんがんじ）（栃木県栃木市）
- 満願寺（まんがんじ）（東京都世田谷区）
- 満願寺（まんがんじ）（長野県安曇野市）（信濃高野）
- 曼殊院（まんしゅいん）（京都市左京区）（竹内門跡）
- 万寿寺（まんじゅじ）（京都市東山区）
- 萬福寺（まんぷくじ）（京都府宇治市）
- 満明寺（まんみょうじ）（長崎県雲仙市）

## み
- 三井寺（みいでら）（滋賀県大津市）→ 園城寺（おんじょうじ）
- 水間寺（みずまでら）（大阪府貝塚市）（水間観音）
- 南法華寺（みなみほっけじ）（奈良県高取町）（壺阪寺）
- 壬生寺（みぶでら）（京都市中京区）
- 壬生寺（みぶでら）（栃木県壬生町）
- 三室戸寺（みむろどじ）（京都府宇治市）
- 妙円寺（みょうえんじ）（鹿児島県日置市）
- 明王院（みょうおういん）（滋賀県大津市）（葛川明王院）
- 明王院（みょうおういん）（広島県福山市）（中道山円光寺明王院）
- 妙喜庵（みょうきあん）（京都府大山崎町）（妙喜禅庵）
- 妙顕寺（みょうけんじ）（京都市上京区）
- 妙厳寺（みょうごんじ）（愛知県豊川市）→ 豊川稲荷（とよかわいなり）
- 妙成寺（みょうじょうじ）（石川県羽咋市）
- 妙心寺（みょうしんじ）（京都市右京区）
- 妙善寺（みょうぜんじ）（山梨県富士川町）
- 明通寺（みょうつうじ）（福井県小浜市）
- 妙法院（みょうほういん）（京都市東山区）
- 妙法寺（みょうほうじ）（東京都杉並区）
- 妙満寺（みょうまんじ）（京都市左京区）
- 妙蓮寺（みょうれんじ）（京都市上京区）

## む
- 室生寺（むろうじ）（奈良県宇陀市）（女人高野）

## め
- 明月院（めいげついん）（神奈川県鎌倉市）（あじさい寺）
- 明治寺（めいじでら）（東京都中野区）

## も
- 毛越寺（もうつうじ）（岩手県平泉町）
- 本山寺（もとやまじ）（香川県三豊市）

## や薬王寺（やくおうじ）（徳島県美波町）
- 🎊薬王寺（やくおうじ）（東京都青梅市）
- 薬師寺（やくしじ）（奈良県奈良市）
- 矢田寺（やたでら）（奈良県大和郡山市）（金剛山寺、あじさい寺）
- 野中寺（やちゅうじ）（大阪府羽曳野市）（中之太子）
- 山寺（やまでら）（山形県山形市）→ 立石寺（りっしゃくじ）

## よ
- 養源院（ようげんいん）（京都市東山区）（宗達寺）
- 横蔵寺（よこくらじ）（岐阜県揖斐川町）
- 善峯寺（よしみねでら）（京都市西京区）
- 與田寺（よだじ）（香川県東かがわ市）

## ら
- 来迎院（らいごういん）（京都市左京区）
- 楽法寺（らくほうじ）（茨城県桜川市）（雨引観音）
- 櫟野寺（らくやじ）（滋賀県甲賀市）

## り
- 立石寺（りっしゃくじ）（山形県山形市）（山寺）
- 龍雲院（りゅううんいん）（北海道松前町）
- 龍角寺（りゅうかくじ）（千葉県栄町）
- 龍源寺（りゅうげんじ）（新潟県津南町）
- 龍興寺（りゅうこうじ）（福島県会津美里町）
- 龍泉寺（りゅうせんじ）（奈良県天川村）
- 笠覆寺（りゅうふくじ）（名古屋市南区）（笠寺観音）
- 龍安寺（りょうあんじ）（京都市右京区）（竜安寺）
- 龍吟庵（りょうぎんあん）（京都市東山区）
- 龍源院（りょうげんいん）（京都市北区）
- 龍光院（りょうこういん）（京都市北区）
- 霊山寺（りょうせんじ）（奈良県奈良市）
- 霊山寺（りょうぜんじ）（徳島県鳴門市）
- 龍潭寺（りょうたんじ）（浜松市浜名区）
- 臨済寺（りんざいじ）（静岡市葵区）
- 林昌寺（りんしょうじ）（大阪府泉南市）（岡大師）
- 輪王寺（りんのうじ）（栃木県日光市）

## る
- 瑠璃光寺（るりこうじ）（山口県山口市）
- 瑠璃寺（るりじ）（兵庫県佐用町）

## れ
- 霊雲院（れいうんいん）（京都市東山区）
- 霊雲寺（れいうんじ）（東京都文京区）
- 蓮華王院本堂（れんげおういんほんどう）（京都市東山区）→ 三十三間堂（さんじゅうさんげんどう）
- 蓮華峰寺（れんげぶじ）（新潟県佐渡市）（蓮華峯寺）

## ろ
- 鹿苑寺（ろくおんじ）（京都市北区）（北山鹿苑禅寺、金閣寺）
- 六道珍皇寺（ろくどうちんのうじ）（京都市東山区）（六道さん）
- 六波羅蜜寺（ろくはらみつじ）（京都市東山区）
- 廬山寺（ろざんじ）（京都市上京区）（廬山天台講寺）
- 六角堂（ろっかくどう）（京都市中京区）→ 頂法寺（ちょうほうじ）